# اویرت
اویرت (به لاتین: Öyrət) یک منطقه مسکونی در جمهوری آذربایجان است که در شهرستان شکی واقع شده است. اویرت ۳۰۲ نفر جمعیت دارد.